# Eresinopsides
Eresinopsides är ett släkte av fjärilar. Eresinopsides ingår i familjen juvelvingar.
Kladogram enligt Catalogue of Life:
| Eresinopsides | \| \| Eresinopsides bichroma \| \| \| \| \| \| Eresinopsides jefferyi \| \| \| \| \| \| Eresinopsides staphyla \| \| \| \| |
|               | \| \| Eresinopsides bichroma \| \| \| \| \| \| Eresinopsides jefferyi \| \| \| \| \| \| Eresinopsides staphyla \| \| \| \| |
|               | Eresinopsides bichroma |
|               | |
|               | Eresinopsides jefferyi |
|               | |
|               | Eresinopsides staphyla |
|               | |